# Giovanni Battista Bracelli
Giovanni Battista Bracelli (falecido a 17 de abril de 1590) foi um prelado católico romano que serviu como bispo de Luni e Sarzana (1572–1590).

## Biografia
Giovanni Battista Bracelli nasceu em Génova, na Itália. No dia 2 de junho de 1572, foi nomeado bispo de Luni e Sarzana durante o papado de Gregório XIII. A 4 de julho de 1572, foi consagrado bispo por Paolo Burali d'Arezzo, bispo de Piacenza, com Thomas Goldwell, bispo de Santo Asaph, e Francesco Cittadini, bispo de Castro del Lazio, servindo como co-consagradores. Serviu como bispo de Luni e Sarzana até à sua morte a 17 de abril de 1590.